# 龍成堡

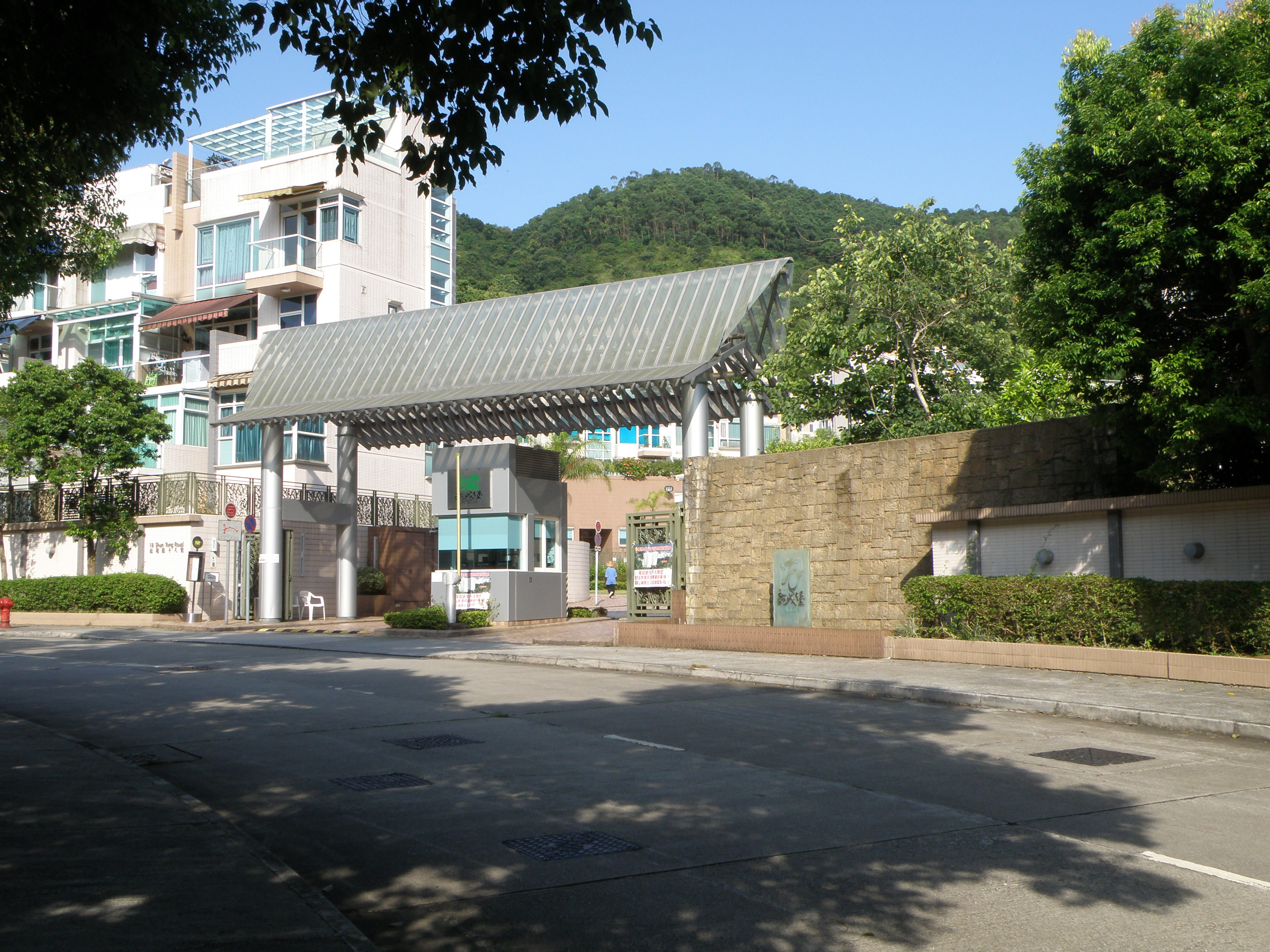
龍成堡

龍成堡（英語：JC Castle），是香港英皇國際房地產發展項目私人屋苑，位於新界大埔山塘路18號，於2002年12月入伙（23年樓齡） ，共有77個單位。物業毗鄰長江實業1998年發展的盈峰翠邸 （页面存档备份，存于）。
龍成堡鄰近吐露港公路，不過由於在大埔南邊山腰，不能看到吐露港海景，而山下見有一條小河流，河之出口向東北。龍成堡對外的唯一馬路山塘路是一條掘頭路。
龍成堡曾經有一位物業投資者是外國元首，為已故前津巴布韋總統穆加貝，在2009年2月曾經見報。該單位已於2019年放售。
龍成堡取名自香港藝人成龍（Jackie Chan）及英皇集團主席楊受成。

## 外部連結
- 大埔龍成堡位置圖
- 大埔龍成堡 JC Castle （页面存档备份，存于）
- 新聞 （页面存档备份，存于）